# Кокошь
Кокошь — река в Смоленской и Тверской областях России. В Смоленской области протекает по территории Холм-Жирковского района. Правый приток Вопи.
Длина — 32 км, площадь водосборного бассейна — 376 км². Исток юго-восточнее деревни Околица 2-я в Тверской области. Направление течения — юг. Устье у деревни Боголюбово Холм-Жирковского района. Притоки: правые: Трухановка, Осотня; левые: Стрелка с Турянкой, Корытня, Шесиватка.